# حماد بن خالد
حماد بن خالد القرشي، أبو عبد الله البصري الخياط، من رواة الحديث وهو ثقة، نزيل بغداد، وأصله مدني.قال عبد الله بن أحمد بن حنبل عن أبيه: «كان حافظا وكان يحدثنا وهو يخيط، كتبت عنه أنا، ويحيى بن معين». ذكره ابن حبان في «الثقات».

## روايته للحديث النبوي
- روى عن: أفلح بن حميد ومالك بن أنس وأفلح بن سعيد وبشر بن خالد الكوفي، والحكم بن الصلت المدني والزبير بن عبد الله بن أبي خالد وصالح المري وعاصم بن عمر العمري وأخيه عبد الله بن عمر العمري وأبي رجاء عبد الله بن وافد الهروي، وعمرو بن كثير بن أفلح وفائد مولى عبادل بن أبي رافع ومحمد بن عبد الرحمان بن أبي ذئب ومحمد بن عمرو الأنصاري ومحمد بن هلال المدني ومعاوية بن صالح الحضرمي وهشام بن سعد المدني وأبي عاتكة البصري صاحب أنس بن مالك.
- روى عنه: أحمد بن حنبل ويحيى بن معين وأبو علي أحمد بن محمد بن زيد وأحمد بن منيع البغوي وأحمد بن ناصح المصيصي، وإسحاق بن بهلول التنوخي والحسن بن عرفة والحسن بن محمد الزعفراني وأبو سعيد عبد الله بن سعيد الأشج وأبو بكر عبد الله بن محمد بن أبي شيبة وأبو جعفر عبد الله بن محمد النفيلي وعمرو بن محمد الناقد وقتيبة بن سعيد ومجاهد بن موسى وأبو الأحوص محمد بن حيان البغوي ومحمد بن الصباح الدولابي ومحمد بن الصباح الجرجرائي ومحمد بن عبد الله بن نمير ومحمد بن مهران الرازي الجمال ومخلد بن مالك الرازي الجمال ومحمد بن موسى بن بزيع الشيباني.[2]

## أقوال العلماء فيه
الجرح والتعديل
- أبو بكر بن أبي شيبة: ثقة.
- أبو حاتم الرازي: صالح الحديث ثقة.
- أبو زرعة الرازي: شيخ ثقة.
- أحمد بن حنبل: كان حافظا.
- أحمد بن شعيب النسائي: ثقة.
- ابن حجر العسقلاني: ثقة أمي.
- علي بن المديني: كان عندنا ثقة، وكان من أهل المدينة.
- محمد بن عمار الموصلي: ثقة.
- يحيى بن معين: ثقة، ومرة قال: يقرأ ولا يكتب.